# Kościół Niepokalanego Serca Najświętszej Maryi Panny w Krakowie (Rybitwy)
Kościół Niepokalanego Serca Najświętszej Maryi Panny – kościół rzymskokatolicki znajdujący się w Krakowie, w dzielnicy XIII Podgórze przy ul. Półłanki 100, w Rybitwach.
Jest to kościół parafialny, erygowanej w 1970 roku, parafii Niepokalanego Serca Najświętszej Maryi Panny w Krakowie-Rybitwach.
Budowę rozpoczęto w 1983 roku, a 15 października 1995 świątynia została konsekrowana przez ks. kardynała Franciszka Macharskiego.
Postmodernistyczny budynek zaprojektował architekt Jerzy Petelenz. Jest to kościół o nieznajdującej analogii w krakowskim budownictwie sakralnym, nietypowej sylwetce. Dwuspadowe dachy o różnej wysokości dzielą go na trzy pomieszczenia. Charakterystycznym elementem na zewnątrz i we wnętrzu budowli są półkoliste arkady. Nietypowy kształt ma także, będąca dzwonnicą, wieża kościoła.

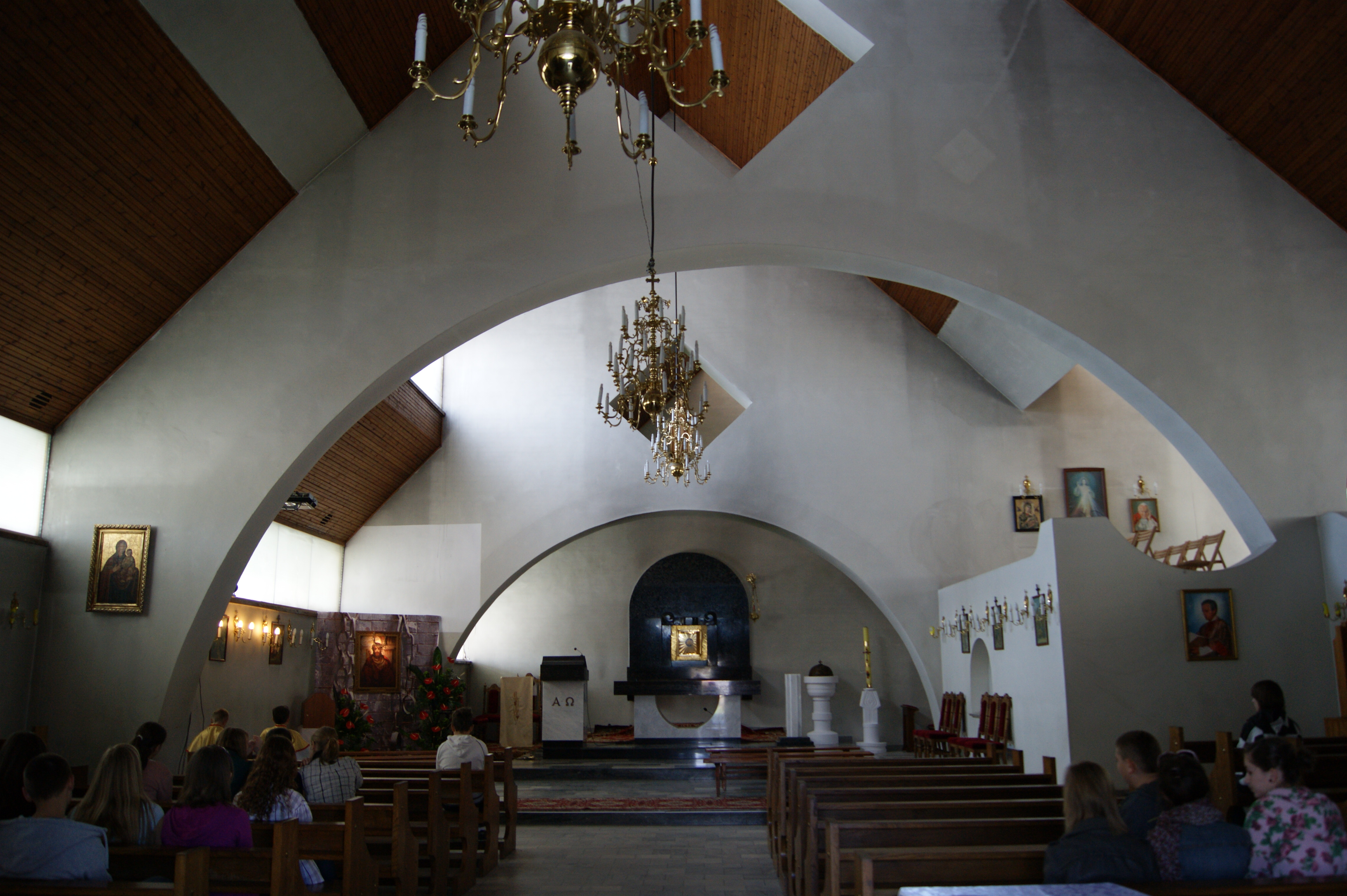
Wnętrze kościoła